# Raimundo Viegas de Sequeira
Raimundo Viegas de Sequeira (1180 – 1242) foi o fidalgo e Cavaleiro medieval do Reino de Portugal. Foi o segundo Senhor de Sequeira, Braga. Esteve ao serviço de duas casas reais peninsulares, mais especificamente da Casa Real Portuguesa e da Casa Real de Castela. 
Como Cavaleiro combateu na tomada da cidade de Sevilha aos mouros em 1248 onde se demarcou militarmente, o rei como compensação deu-lhe novas terras no novo território conquistado.

## Relações familiares
Foi filho de Egas Pires Coronel (1166 -?) e de Ines Martins Anaia. Casou com Maria Anes Raimundo Viegas (1190 -?) (anteriormente casada com Vasco Afonso, senhor da Torre de Rabelo) de quem teve:
1. Estevão Raimundo.
2. Maria Raimundo Viegas de Sequeira casada com Afonso Pires Ribeiro.

Foi padrasto de 
1. Rui Vasques Rebelo casado com Teresa Soares de Gusmão e filho do 1º casamento de sua mãe com Vasco Afonso, senhor da Torre de Rabelo.